# Volker Kreß
Volker Kreß (* 25. Juli 1939 in Dresden) ist ein lutherischer Theologe. Er war von 1994 bis 2004 Landesbischof der Evangelisch-Lutherischen Landeskirche Sachsens.

## Leben und Wirken
Volker Kreß entstammt einer Dresdner Handwerkerfamilie. Nach dem Schulbesuch begann er eine Lehre als Kaufmann. Anfang der 1960er-Jahre studierte er Theologie in Leipzig.
Nach bestandenen Examina wurde Volker Kreß 1969 Pfarrer in Stollberg im Erzgebirge. 1973 wurde er zum Landesjugendpfarrer des Evangelisch-Lutherischen Landeskirche Sachsens ernannt. Danach wurde er 1979 Superintendent des Kirchenbezirks Bautzen.
Zum 50. Geburtstag erhielt er die Ehrennadel der Nationalen Front in Silber. Im Jahre 1989 wurde Volker Kreß zunächst Oberkirchenrat, danach Oberlandeskirchenrat im Landeskirchenamt in Dresden. In dieser Funktion war er bis 1994 tätig.
Im Jahre 1994 wurde Volker Kreß als Nachfolger von Johannes Hempel zum Landesbischof der Evangelisch-Lutherischen Landeskirche Sachsens gewählt. Eine Haupttätigkeit in seiner Amtszeit war die Begleitung des Wiederaufbaus der Dresdner Frauenkirche. Im Juni 2004 wurde er in seinem Amt von Jochen Bohl abgelöst. Nachdem er in den Ruhestand ging, predigte er noch regelmäßig in der Kirche von Maxen bei Pirna. In dieses Dorf war er als Kind kurz nach Kriegsende evakuiert worden.
Volker Kreß ist verheiratet und hat ein Kind.

## Sonstige Funktionen
Volker Kreß übte verschiedene Tätigkeiten aus, u. a.:
- Stellvertretender Vorsitzender des Rates der Evangelischen Kirche in Deutschland,
- Vorsitzender des Kuratoriums der Stiftung Frauenkirche Dresden,
- Vorsitzender des Kuratoriums der Stiftung Evangelische Fachhochschule für Soziale Arbeit in Dresden,
- Mitglied des Kuratoriums der Universität Leipzig,
- Vorsitzender der Jugendkammer der Evangelischen Kirche in Deutschland

## Schriften (Auswahl)
- Wenn der Herr nicht das Haus baut … Frauenkirchen-Predigten. Evangelische Verlagsanstalt, Leipzig 2005.